# یاکوب کوارناک

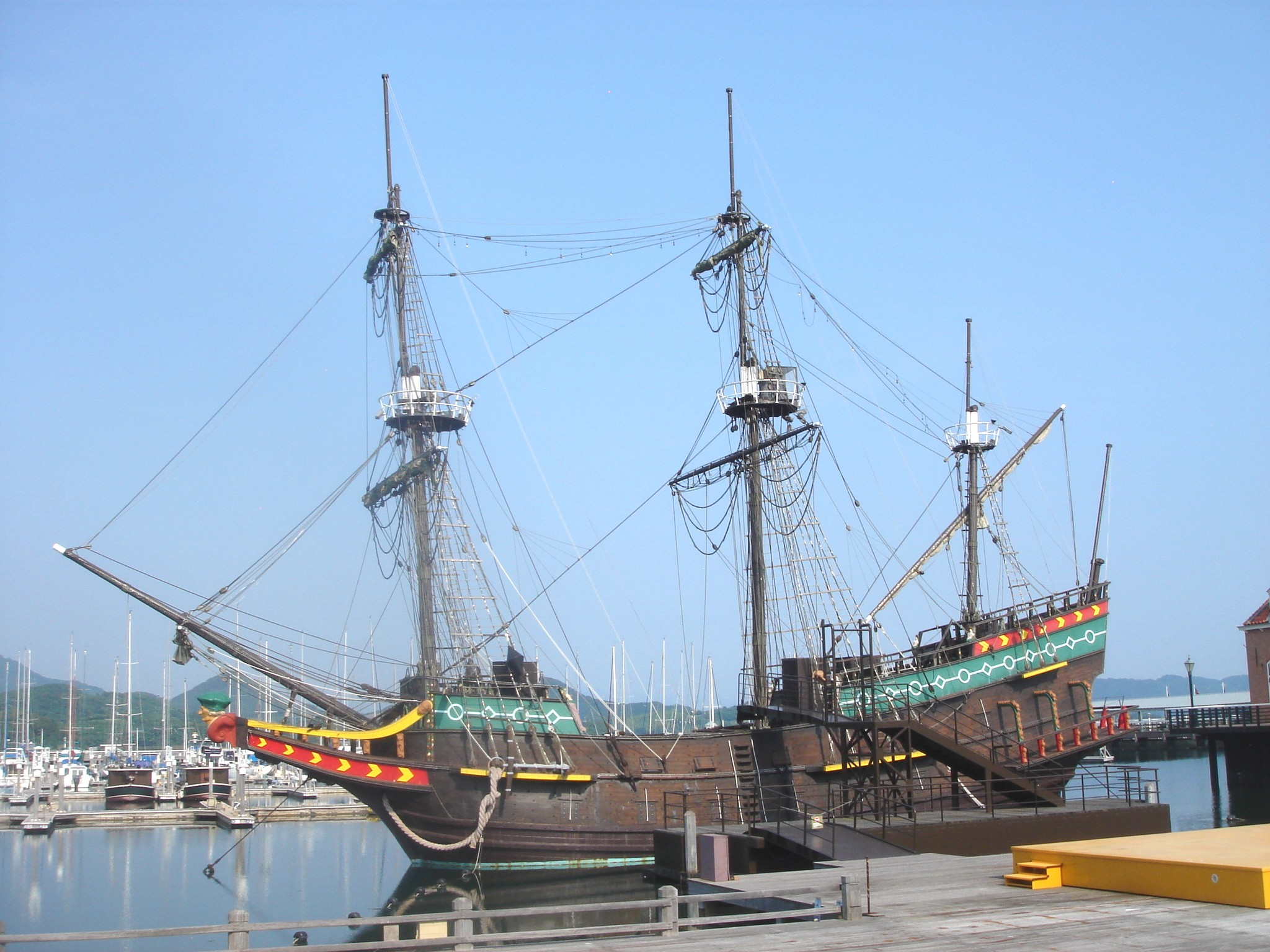
ماکت کشتی لیفده در شهربازی هاوس تن بوس در ساسه‌بو، ناگاساکی در ژاپن

یاکوب کوارناک (انگلیسی: Jacob Quaeckernaeck) (مرگ ۱۶۰۶–؟) یکی از اولین هلندی‌هایی بود که با کشتی لیفده در ۱۶۰۰ به ژاپن رسیدند. برخی از همراهان او در این کشتی ملخیور فان سانتفورت، یان یوستن فان لودنشتاین و ویلیام آدامز بودند. یاکوب کوارناک در سال ۱۶۰۵ مأموریت یافت تا نامه‌ای را از طرف توکوگاوا ایه‌یاسو به فرماندار هلند موریس، شاهزاده هلند برساند. او در را بازگشت به هلند در تنگه ماژلان به دست پرتغالی‌ها کشته شد اما ملخیور فان سانتفورت  به ژاپن برگشت.